# منتزه إيغواسو الوطني
منتزه إيغواسو الوطني هو متنزه وطني يقع في ولاية بارانا في البرازيل.(ينطق بالبرتغالية: [igwa’su]) يشغل المتنزه مساحة إجمالية تبلغ 185,262,5 هكتار أي (457,794 فدان)، ويمتد طوله إلى حوالي 420 كيلومتر ويبلغ عرضه 300 كيلومتر وتم إنشائه بموجب مرسوم اتحادي رقم 1035 في كانون الثاني (يناير) 1939. يحد المتنزه حدود طبيعية مكونة من مسطحات مائية على الجانبين البرازيلي والأرجنتيني وتشكل تلك المسطحات حوالي 225 ألف هكتار. تقوم مؤسسة تشيكو مينديز للحفاظ على التنوع البيولوجي (ICMBio) بإدارة المتنزه. يتشارك هذا المنتزه مع منتزه إيغواسو الوطني في الأرجنتين شلالات إجوازو إحدى أكبر وأكثر الشلالات إثارة للإعجاب في العالم. يعتبر المنتزه موطناً لعدد كبير من الأنواع الحيوانية والنباتية التادرة والمهددة بالانقراض، من بينها القضاعة العملاقة وآكل النمل العملاق. ومن الجدير بالذكر أن المنتزه أدرج في قائمة اليونيسكو للمواقع التراثية العالمية في عام 1986 واعتبر موقع تراث عالمي

## التاريخ
اكتسب متنزه إيغواسو الوطني مسماه من نهر إيغوازو الشهير والذي يشق طريقه في أرض المتنزه، ومن الجدير بالذكر، أن 50 كيلومتراً مكعباً من طول النهر يكون شلالات إيغواسو.
من المميزات التي اكسبت المتنزه أهمية كبيرة في منطقة حوض براتا أنه يعتبر ملجأً وملاذاً للعديد من الحيوانات والنباتات النادرة مما أهّله بأن يكون أول متنزه يحصل على خطة لإدارته. وكما يرى المهندس اندريه ريبوكاس، أن خطة المتنزه الأساسية تهدف إلى المحافظة على الأنظمة البيئية الطبيعية من خلال إجراء البحوثات العلمية والترويج للسياحة في المنطقة ونشر الثقافة البيئية.
وصف ريبوكاس متنزه إيغواسو الوطني في كتابه (مقاطعات بارانا وسككها الحديدية إلى ماتو غروسو وبوليفيا)، بأنه متنزه رائد وفريد من نوعه. كما وصفه بأنه أول متنزه برازيلي وطني يهدف إلى توفير بيئة فطرية سليمة ونظيفة “للأجيال القادمة"،ولشدة جماله، يتعجب الناظر من مهارة مهندسي المتنزه ومصمميه وقدرتهم على إنشاء متنزه بهذه الروعة والجمال، كما يحتضن المتنزه العديد من المحميات الجميلة والراقية والخلابة. كما يوجد على أطراف شلالات إيغواسو المذهلة مجموعة نباتات لا مثيل لها في الروعة. ومن الجدير بالذكر، أنه في عام 1876 إثر نشر اندريه ريبوكاس لكتابه وبعد أربعة سنين من إنشاء متنزه يلوستون الوطني (وهو أول متنزه في العالم) ظهرت حملة تهدف إلى المحافظة على سلسلة شلالات إيغواسو وحمايتها والحفاظ عليها.
انعقد مؤتمر اليونيسكو في باريس في يوم 17 من شهر نوفمبر من عام 1986, وتم إدراج متنزه إيغواسو الوطني ضمن قائمة تراث البشرية الطبيعي، بالإضافة إلى أنه يعتبر أحد أكبر المحميات الغابية في جنوب أمريكا.

## الموقع
يحد المتنزه مناطق عدة وهي: فوز دو إيغواسو، ميديانيرا، ماتيلانديا، سيو أزول، ساو ميغيل دو إيغاسو، سانتا تيريزينا دي إيتايبو، سانتا تيريزا دو أويستي، كابيتو ليونيداس مارك، كابانيما، سييرانوبوليس.
يقع المتنزه في منطقة في أقصى غرب ولاية بارانا والتي تقع في حوض نهر إيغواسو وتبعد عن فوز دو إيغاسو بحوالي 17 كلم. وللمتنزه حدود مع الأرجنتين، حيث يوجد متنزه إيغوازو الأرجنتيني الوطني والذي تم إنشاؤه عام 1934. يشكل نهر إيغواسو الحدود بين دولتي البرازيل والأرجنتين وكذلك يفصل بين المتنزهين الوطنيين. ينبع النهر من منطقة قريبة من جبل سيرا دو مار ويجري عبر ولاية بارانا بسرعة 18 كلم. ويقع مصب النهر على بعد 18 كيلومتر من الشلالات حيث تختلط مياهه مع مياه نهر بارانا. ويكوّن التقاء نهري إيغواسو وبارانا الحدود الثلاثية بين البرازيل والأرجنتين وباراغواي.

## السياحة
تعتبر شلالات إيغواسو من أكثر معالم المتنزه روعة وجمالًا حيث تشكل نصف دائرة تصل سعتها إلى 2,700 مترًا وتصب المياه من ارتفاع 72 مترًا. وبناء على قوة تدفق مياه نهر إيغواسو فإن عدد الشلالات يتراوح ما بين 150 إلى 300 شلال. بالإضافة إلى الشلالات، يوجد أيضًا العديد من المواقع الجاذبة للسياح كالحياة الفطرية وبوكو بريتو (البئر الأسود) وشلال ماكوكو ومركز السياح كما يوجد أيضا تمثال سانتوس دومونت الذي أهدته شركة طيران فاسب كهدية لـ “والد الطيران"(سانتوس دومونت) الذي بذل كل مايملك في سبيل تحويل منطقة شلالات إيغواسو إلى متنزه ومحمية وطنية.

## وصلات خارجية
- الموقع الإلكتروني الرسمي
- موقع اليونسكو الرسمي
- UNEP-WCMC
- www.ibama.gov.br/parna_iguacu